# Athenaeum (revista)

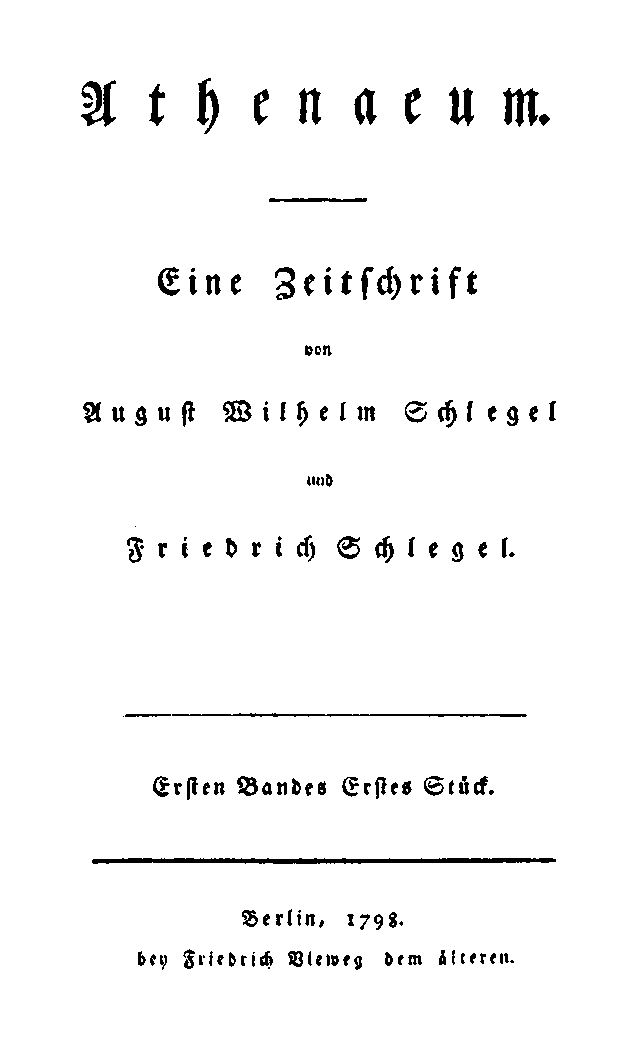
Portada de Athenaeum de 1798

Athenaeum fue una revista literaria alemana fundada en 1798 por August Wilhelm Schlegel y Karl Wilhelm Friedrich Schlegel en Berlín.Se considera como la publicación que fundó el movimiento  romántico alemán en sus comienzos. Su último número fue publicado en 1800. A partir de 1803 fue sucedida por la revista Europa de Friedrich Schlegel.

## Contribuidores destacados
- Karl Wilhelm Friedrich Schlegel
- August Wilhelm Schlegel
- Dorothea Schlegel
- Karoline Schelling
- Novalis
- August Ferdinand Bernhardi
- Sophie Bernhardi
- Friedrich Daniel Ernst Schleiermacher
- A. L. Hülsen
- K. G. Brinckmann